# Католическая энциклопедия
Католическая энциклопедия — специализированная энциклопедия на русском языке в пяти томах, посвящённая католичеству; также содержит статьи, посвящённые различным аспектам мировой культуры, связанным с Католической церковью, и статьи о других христианских Церквях и нехристианских религиях и философских учениях. Значительный пласт статей посвящён истории Католической церкви в России. Содержит более 5500 статей, а также около 3000 чёрно-белых и цветных иллюстраций.

## История
Редакционно-издательский совет энциклопедии был сформирован 24 сентября 1996 года декретом архиепископа-митрополита Тадеуша Кондрусевича. Он же стал председателем попечительского совета, в который в разные годы входили кардиналы Франческо Коласуонно, Адам Майда, Поль Пупар, нунций Антонио Меннини и другие высокопоставленные католические иерархи. Общественно-научный совет возглавляет директор Государственной публичной исторической библиотеки России М. Д. Афанасьев.
Как заявлено в предисловии редакционной коллегии к первому тому:
Католическая Энциклопедия является первым универсальным справочным изданием на русском языке, содержащим систематическую информацию о Католической Церкви — её устройстве, истории, богословии, литургике, каноническом праве, социальном учении, агиографии и т.д. Кроме того, Энциклопедия освещает различные аспекты мировой культуры, сформировавшиеся в русле католической традиции или под её влиянием.
В 2002 году был выпущен первый том энциклопедии. 21 марта 2002 года состоялась презентация первого тома в Москве, а 23 апреля того же года — в Риме. Папа Иоанн Павел II посвятил выходу в свет первого тома русскоязычной Католической энциклопедии специальное обращение и принял на аудиенции редакционный коллектив.
Первоначально планировалось выпустить четыре тома, впоследствии было принято решение увеличить число томов до пяти. Авторский коллектив энциклопедии насчитывает несколько сот человек.
Во время работы над вторым томом трагически погиб в автокатастрофе председатель редакционно-издательского совета францисканец о. Григорий Цёрох. Его сменил на этом посту историк В. Л. Задворный.
Второй том вышел в свет в 2005 году. Российская презентация состоялась 13 апреля, 19 октября 2005 года он был представлен папе Бенедикту XVI, 20 октября состоялась римская презентация тома. Ещё один экземпляр первых двух томов русскоязычной Католической энциклопедии Бенедикт XVI получил от Президента России В. В. Путина в ходе его официального визита в Ватикан в марте 2007 года.
Третий том вышел в 2007 году, четвёртый том — в 2011 году. Заключительный, пятый том энциклопедии вышел в конце ноября 2013 года.
В августе 2020 года издательство запустило сайт с электронной версией энциклопедии.

## Тома
- Католическая энциклопедия. — Т. 1: А—З. — М.: Изд-во Францисканцев, 2002. — 1906 с. — ISBN 5-89208-037-4.
- Католическая энциклопедия. — Т. 2: И—Л. — М.: Изд-во Францисканцев, 2005. — 1818 с. — ISBN 5-89208-054-4.
- Католическая энциклопедия. — Т. 3: М—П. — М.: Изд-во Францисканцев, 2007. — 1910 с. — ISBN 978-5-91393-016-3.
- Католическая энциклопедия. — Т. 4: Р—Ф. — М.: Изд-во Францисканцев, 2011. — 1962 с. — ISBN 978-5-89208-096-5.
- Католическая энциклопедия. — Т. 5: Х—Я и A—W. — М.: Изд-во Францисканцев, 2013. — VIII, 933, [137] с. — ISBN 978-5-89208-114-6.